# Приблуда (фільм)
«Приблуда» — український короткометражний художній фільм 2007 року, знятий на кіностудії імені О. Довженка режисером Валерієм Ямбурським.

## Сюжет
У життя двох старих селян несподівано вривається маленький безпритульний собака, який ускладнює і без того непрості стосунки між сусідами…

## Актори
- Ярослав Гаврилюк — Петрович
- Валерій Шептекіта — сусід
- Приблуда — пес Нессі

## Знімальна група
- Режисер-постановник — Валерій Ямбурський
- Оператор-постановник — Володимир Гутовський
- Художник-постановник — Олександр Шеремет
- Художник-гример — Ніна Одинович
- Композитор — Наталя Рожко
- Режисер монтажу — Наталія Акайомова
- Звукорежисер — Петр Приходько

## Призи та нагороди
- «Найкращий сценарій та кінематографічна розробка комедійного жанру» (МКФ ім. С. А. Герасимова-2007. Росія);
- «Бронзовий Витязь» за третій найкращий фільм (МКФ "Золотий Витязь[1]-2007». Росія);
- «Найкраща режисерська робота» (КФ «Відкрита ніч[2]-2007», Україна);
- «Найкраща чоловіча роль» (КФ «Відкрита ніч[2]-2007», Україна);
- «Приз глядацьких симпатій» (КФ «Відкрита ніч[2]-2007», Україна);
- «Приз глядацьких симпатій» (Іссик-Кульський МКФ-2007, Киргизія);
- «Найкращій комедійний фільм» (МКФ «Новое кино — XXI век−2007», Росія);
- Спеціальний диплом «За трепетне ставлення до братів наших менших» («Вірне серце−2007», Росія).